# Octaleurodicus
Octaleurodicus es un género de la familia Aleyrodidae, con una subfamilia: Aleyrodinae.

## Especies
Las especies de este género son:
- Octaleurodicus nitidus Hempel, 1922
- Octaleurodicus pulcherrimus (Quaintance & Baker, 1913)